# Arena Veracruz
La Arena Veracruz es un centro deportivo que alberga eventos de lucha libre profesional. Su sede principal está en el puerto y ciudad de Veracruz; y fue inaugurada el 23 de mayo del 2009.
Actualmente, esta arena anunció un hiatus indefinido. 

## Historia
Aunque la Arena Veracruz comenzó a funcionar a partir de 2007, fue oficial cuando da su primer gran espectáculo el 26 de noviembre de ese mismo año junto a la «Escuela de lucha libre Pilar de Diamantes» en la pista de calificaciones de la ganadera Ylang Ylang en Veracruz. Un tiempo después del espectáculo, la Arena Veracruz dejó de funcionar un tiempo hasta que al llegar 2009 comienza de nuevo su actividad junto a UVLL con la cual se inaugura de manera oficial la Arena Veracruz el 23 de mayo de en Veracruz. 
Debido a las diferencias profesionales por parte de la UVLL esta deja de laborar oficialmente en la Arena Veracruz a partir del 23 de enero de 2010. Ese mismo año la Arena Veracruz continuó con su actividad a partir del 6 de marzo con una nueva administración; la misma que concluyó el 3 de julio de 2010 al término del convenio establecido. Iniciando de nuevo su actividad a partir del 11 de septiembre de 2010 con la misma administración, la Arena Veracruz continuó así durante un año completo lleno de actividad hasta el 26 de julio del 2011 cuando decide buscar apoyo del H. Ayuntamiento de Veracruz. 
Finalmente, al conseguirlo, la Arena Veracruz se trasladó a un nuevo local para operar de manera independiente con la misma administración a partir del 27 de noviembre de 2011 continuando así su actividad deportiva hasta la actualidad.

## Temporadas
Actualmente la Arena Veracruz lleva cuatro temporadas: 

### Primera Temporada
- La primera fue durante su año inaugural con el debut de Lizmark Jr. presentado por "Lizmark", y el homenaje al Veneno "Fishman" presentando a su legado Fishman Jr.; además de las frecuentes participaciones de la Arena Veracruz en otras arenas de lucha libre dentro del estado de Veracruz.

Con 27 carteles de lucha libre; con UVLL y 19 carteles con el Club deportivo Tinieblas.

### Segunda Temporada
- La segunda se inició con la reinauguración de la arena Veracruz (tras la partida de la UVLL) en marzo y su primer aniversario en mayo, durante toda la temporada se contó con la participación de la escuela de lucha libre Príncipe Rojo Jr..

Solo se conocen 25 carteles (debido a una pérdida masiva de datos por inundación ocasionada por la Temporada de huracanes en el Atlántico de 2010 y el Huracán Karl); los dos primeros con UVLL los cuales fueron los últimos de la misma con la UVLL y los demás con la escuela de lucha libre Príncipe Rojo Jr. a partir de marzo, además de la colaboración de Coliseo fraternidad 2000 a partir de septiembre al igual que el Gimnasio municipal el Bimbo.

### Tercera Temporada
- La tercera se inició con el Torneo Arena Veracruz y Un Jarocho en Japón.

Con 31 carteles; con la participación de los Independientes hasta abril antes del torneo Un Jarocho en Japón, a partir de esa fecha solo la Arena Veracruz y a partir de diciembre con la colaboración de luchadores de la Arena Xalapa.

### Cuarta Temporada
- La cuarta inicia con la segunda entrega del Torneo Arena Veracruz, su segunda gira Arena Veracruz Tour 2012 y con Un Jarocho en Japón con la participación de Ricky Marvin y Jennifer Blake.

Con 31 carteles oficiales y solo uno por su gira. Totalmente organizados por la Arena Veracruz; con la colaboración de la Arena Xalapa, Coliseo fraternidad 2000, Gimnasio municipal el Bimbo. Y nuevamente con la participación de Escuela de lucha libre "Pilar de diamantes" de julio hasta septiembre.

### Quinta Temporada
- La quinta temporada esta por iniciar una vez más con el Torneo Arena Veracruz por tercera ocasión este 6 de enero del 2013; bajo un nuevo concepto gráfico.

## Homenajes
- El 11 de julio del 2009 se realiza homenaje al genio azul Lizmark y se presenta al sucesor de esta leyenda; además la Arena Veracruz otorgó un reconocimiento al mismo por su gran trayectoria es nombrado padrino de dicha arena.

- El 26 de diciembre del 2009 se celebra un homenaje al veneno verde: Fishman y se presenta al sucesor de esta leyenda; además la Arena Veracruz otorgó un reconocimiento al mismo por su gran trayectoria.

- El 17 de abril del 2011 se crea el torneo Un Jarocho en Japón para dar homenaje a Ricky Marvin; la madrina del evento fue el terremoto veracruzano Zumiko Mitzuko[4] famosa locutora de radio de XHRN-FM[5] y reconocida figura pública.

## Trofeos
| Nombre                     | Fecha                 | Ganador (es)    | Foto (s) |
| -------------------------- | --------------------- | --------------- | -------- |
| Trofeo Arena Veracruz      | 9 de enero de 2011    | Kaibil          |          |
| Trofeo Ricky Marvin        | 17 de abril de 2011   | Kid Warrior     |          |
| Trofeo Arena Veracruz      | 8 de enero de 2012    | Dinastía Felina |          |
| Trofeo Ricky Marvin        | 15 de abril de 2012   | Totem I         |          |
| Trofeo Arena Veracruz      | 26 de enero de 2013   | Flyer Boy       |          |
| Trofeo Ricky Marvin        | 14 de abril de 2013   | TBA             | TBA      |
| Sweet Seduction Tournament | 22 de junio de 2014   | TBA             | TBA      |
| Campeonato de Ultratumba   | 26 de octubre de 2014 | TBA             | TBA      |

| Nombre                | Fecha               | Ganador (es) | Foto (s) |
| --------------------- | ------------------- | ------------ | -------- |
| Campeonato de Parejas | 4 de julio de 2009  | TBD          | TBD      |
| Campeonato de Tercias | 8 de agosto de 2009 | TBD          | TBD      |